# 잭과 콩뿌리

《잭과 콩뿌리》는 한국 작가 미히가 2025년에 발표한 소설로, 영국 고전 동화 《잭과 콩나무》의 속편을 현대적으로 재해석한 작품이다. 인공지능 기술을 활용한 세계 최초의 패스티시 소설로, 대화형 AI 모델 스위프톤과 영상 생성 AI 칼론을 통해 창작되었다. 이 소설은 잭의 새로운 모험을 다루며, 용기와 협력의 가치를 현대적 맥락에서 탐구한다. 가나북스에서 2025년 3월 10일 출간되었으며, 한글과 영문 병기 형식으로 편집되었다.

## 줄거리
《잭과 콩뿌리》는 《잭과 콩나무》 이후 말라버린 콩나무 뿌리를 따라 지하 세계로 모험을 떠나는 잭의 이야기를 그린다. 지하 세계에서 잭은 빛을 발하는 신비한 생물들과 조우하며, 테라리움과 크리스타리움이라는 도시를 탐험한다. 이곳 주민들은 '몰락'이라는 위협에 직면해 있으며, 잭에게 도움을 요청한다. 잭은 새로운 친구들과 협력해 몰락에 맞서 싸우며, 이 과정에서 용기와 팀워크의 중요성을 깨닫는다. 작품은 총 16장과 프롤로그, 에필로그, 부록으로 구성되며, 잭이 지하 세계를 구하고 지상으로 귀환하는 여정으로 마무리된다.

## 특징
AI 활용: 대화형 AI 스위프톤으로 텍스트를, 영상 생성 AI 칼론으로 삽화를 생성하여 고전 문학과 첨단 기술의 융합을 시도했다.

패스티시 기법: 원작 《잭과 콩나무》의 모티프를 변주하며 현대적 맥락에서 재해석했다.

표지 디자인: 프리다 칼로의 작품 《상처입은 사슴》을 원작으로 AI를 통해 재해석한 이미지를 사용했다.

언어: 한글과 영문을 함께 수록해 글로벌 독자와의 소통을 고려했다.

## 평가
《잭과 콩뿌리》는 고전 동화를 현대적으로 재해석하며 AI 기술을 활용한 창작의 가능성을 보여준 작품으로 주목받는다. 지하 세계라는 독창적인 설정과 몰락과의 대결을 통해 모험과 교훈을 결합했다는 평가를 받는다. 원작의 상상력을 계승하면서도 용기와 협력이라는 보편적 주제를 강조해 전 연령층에 어필할 잠재력을 지녔다는 의견이 있다. 다만, AI 기반 창작물의 예술적 독창성에 대한 논의는 여전히 남아 있다.

## 기타
소설의 삽화는 모두 AI로 제작되었으며, 각 장마다 신비로운 지하 세계를 묘사한 이미지가 포함되었다.
부록으로 '신비로운 지하 생태계'가 추가되어 독자들에게 세계관을 확장한 정보를 제공한다.
저자 미히는 이 작품을 통해 《인공지능 세계문학 시리즈》를 확장하며, 향후 《미히버스》 단편집 출간을 계획하고 있다.

## 목차
프롤로그. 잭과 콩나무

제1화. 과거의 속삭임, 새로운 시작

제2화. 지하 세계의 경이

제3화. 보석의 숲

제4화. 지하인들의 도시, 테라리움

제5화. 수도, 크리스타리움

제6화. 생명의 근원

제7화. 석유로 이루어진 강

제8화. 지하 생태의 신비

제9화. 몰락의 저주

제10화. 희망의 결속과 몰락을 향한 여정

제11화. 몰락의 동굴

제12화. 황금 알을 낳는 거위

제13화. 지하인들의 감사와 선물

제14화. 작별과 안전한 귀환

제15화. 수관을 통한 여정

제16화. 지상으로의 귀환

에필로그. 가족과의 재회

부록. 신비로운 지하 생태계

## 같이 보기
잭과 콩나무

인공지능 문학

걸리버 정착기